# Skärhamns IK
Skärhamns IK, är en fotbollsklubb på Tjörn. Den bildades den 13 oktober 1932. Seniorlaget spelar säsongen 2025 i Division 4 Bohuslän/Dalsland i fotboll.

## Röavallen
1962 spelades den första matchen på Röavallen men det dröjde till 1964 innan det var invigning av arenan. Matchen spelades mellan Skärhamn och allsvenska storlaget Örgryte IS. Under slutet av 2012 och början på 2013 lades en konstgräsplan på "A-plan". I samband med detta fick anläggningen det officiella namnet "Tjörns Sparbank Arena".

## Evenemang
Föreningen står varje år för olika evenemang såsom Skärhamns Lucia, Tjörnrundan på cykel och Skärhamns Joggen. Man var den förening som anlade och drev bion Saga i Skärhamn när den kom till, numera drivs bion av Tjörns kommun. Man anordnar även Knallemarknader och andra små evenemang i Skärhamn och på Tjörn.

## Kända spelare
Skärhamns IK har bland annat fostrat Daniel Bengtsson, som 2025 debuterade i Allsvenskan för Gais.